# Jan Mohr
Jan Gunnar Faye Mohr, född 10 januari 1921, död 17 mars 2009 var en norsk-dansk genetiker, internationellt känd som pionjär när det gäller kartläggningen av det mänskliga genomet.

## Biografi
Jan Mohr, JM, föddes i Paris av norska föräldrar. Hans far var målaren Hugo Lous Mohr. Han blev cand.med. 1948 vid Oslo Universitet. Under Rockefeller Foundation studerade han genetik vid Columbia University USA, University College London och Institutet för medicinsk biokemi och genetik i Köpenhamn.
Redan 1951 påvisade Mohr den första genetiska kopplingen i människan, kopplingen mellan blodgruppen lutheran och secretor. Den upptäckten skulle visa sig bli början till kartläggningen av det mänskliga genomet. 
JM fortsatte sin forskning vid Oslo Universitet. Han grundade Institutt for Medisinsk Genetikk vid den medicinska fakulteten och ledde institutet fram till 1964.
1954 försvarade Jan Mohr sin doktorsavhandling ’A Study of Linkage in Man’ vid Köpenhamns Universitet. Han utsågs 1964 till att efterträda Tage Kemp som professor i human genetik vid Institutet för medicinsk biokemi och genetik, Köpenhamns Universitet. 1968 introducerade Mohr begreppet antenatal genetisk diagnos vid provtagning från chorion villi. Han upprättade tillsammans med Hans Eiberg institutets stora familjebank med prov från tusen barnrika danska familjer 1972. 
Mohr-Tranebjærg-syndromet har namn efter Jan Mohr, som först beskrev syndromet, och efter Tranebjærg, som senare beskrev det mer utförligt. Det är en sällsynt, men allvarlig sjukdom kopplad till X-kromosomet.(Mohr syndrom typ II har namn efter Jan Mohrs onkel Otto Lous Mohr.)
1968 blev JM medlem av det Kongelige Danske Videnskabernes Selskab.
Jan Mohr grundade den internationella tidskriften Clinical Genetics år 1970 tillsammans med sina två nordiska kolleger Kåre Berg, hans efterträdare i Oslo, och Jan Arvid Böök i Uppsala. Mohr redigerade tidskriften fram till 1991. 
När European Society of Human Genetics stiftades år 1967 blev Jan Mohr vald till Founding Chairman och var generalsekreterare för ESHG fram till 1991.
Jan Mohr fortsatte som professor emeritus sitt internationella engagemang. Han var till 1997 ledare för ett av Europeiska kommissionens projekt (concerted actions) inom cancergenetik.